# Либертарианский альянс
Либертарианский Альянс (англ. Libertarian Alliance, LA) — название двух либертарианских аналитических центров в Великобритании, выступающих за экономику свободного рынка и гражданские свободы. Согласно сайтам обеих организаций, «Либертарианский Альянс — это непартийная группа, ведущая борьбу против этатизма во всех его формах и за создание действительно свободного общества».
Существует мнение, что их защита полной свободы слова, ликвидации налогообложения и государственного вмешательства в экономическую и социальную жизнь сочетает в себе элементы либерализма, консерватизма и анархо-капитализма.
В целом они опубликовали около 800 работ более чем 280 авторов. Ранее печатным органом ЛА являлся журнал Free Life. Большинство нынешних публикаций ЛА осуществляется в Интернете.

## История
Первоначально Либертарианский Альянс был основан в 1977 г. Марком Брэди, Джуди Энглендер, Дэвидом Рэмси Стилом и Крисом Тэмом в Уокинге. Это был альянс либертарианцев и классических либералов. ЛА не был преемником ни Радикального Либертарианского Альянса (англ. Radical Libertarian Alliance), основанного Марком Брэди, Полин Рассел и Крисом Тэмом в конце 1971 г., ни более ранних Молодых Либертарианцев (англ. Young Libertarians), основанных Дэвидом Мидделтоном в конце 1960-х.
Принципы ЛА были сформулированы его основателями и записаны Дэвидом Рэмси Стилом. ЛА не имел официального лидера, но у него были председатель, секретарь и казначей. Некоторое время неофициальным центром деятельности ЛА был созданный в 1978 г. книжный магазин Alternative Bookshop.
В 1982 г. противоборство внутри организации привело к её расколу. С тех пор существует две группы, которые используют название Либертарианского Альянса, один и тот же логотип и лозунг «Пусть расцветают тысячи либертарианских альянсов!». Хоть это и не всегда имело место в прошлом, в настоящий момент две группы поддерживают дружественные отношения и некоторые английские либертарианцы являются членами обеих групп. Несмотря на это, их воссоединение в ближайшем будущем не кажется возможным.

## В настоящее время
Одна из групп ведёт сайт libertarian.co.uk и блог. Её нынешним президентом и директором другого Либертарианского Альянса является доктор Шон Гэбб, так как доктор Тим Эванс сложил с себя обязанности в феврале 2011 г. Либертарианский Альянс является одним из участников группы Backlash, сформированной в 2005 г. для противостояния новому закону, установившему уголовную ответственность за владение «экстремальной порнографией» (англ. extreme pornography).